# Pornogrind
Pornogrind, cunoscut și ca porno grind, porno-grind sau porn grind, este un subgen muzical de grindcore și death metal, care prin versurile sale abordează teme sexuale.

## Caracteristici
Natalie Purcell, în cartea sa Death Metal Music: The Passion and Politics of a Subculture, sugerează că pornogrind-ul este definit exclusiv pe baza conținutului său liric și imagistica unică, concentrându-se pe conținut pornografic. Purcell remarcă faptul că trupe cum ar fi GUT includ "mai simplu, mai lent, și mai multe melodii asemănătoare cu rockul". Opera de artă a albumelor formațiilor pornogrind "este renumită pentru natura sa extremă și potențial ofensiv, care" le-ar ține departe de cele mai multe reviste."
Printre formațiile notabile ale genului se numără Meat Shits, Cock and Ball Torture, Dead, Torsofuck, Lividity, și Waco Jesus.